# Valea lui Stan, Vâlcea
Valea lui Stan este un sat ce aparține orașului Brezoi din județul Vâlcea, Oltenia, România.
 Acest articol despre o localitate din județul Vâlcea este deocamdată un ciot. Puteți ajuta Wikipedia prin completarea lui.